# Рабічев Ісаак Беньєвич
Ісаак Беньєвич Рабічев (нар. 1896, Київ — пом. 1957, Москва) — радянський живописець, графік і театральний художник; член Товариства художників-станковистів.

## Біографія
Народився у 1896 році у місті Києві (тепер Україна). У 1917 році закінчив Київське художнє училище в Києві. Брав участь в організації художньої секції «Культур-Ліги»; у 1918—1920 роках — активнимїї член, брав участь в її виставках, що проходили в Києві. Пізніше переїхав до Москви, закінчив ВХУТЕМАС, де навчався у Аристарха Лентулова та Федора Федоровського. Як карикатурист співпрацював з газетою «Правда» і з «Вікнами РОСТу».
Як художник театру співпрацював з єврейськими театрами в Москві, Києві, Мінську, Харкові. Працював в Московськосу державному єврейському театрі та інших єврейських театрах. У 1936—1938 роках був головним художником Біробиджанського державного єврейського театру.
Помер в Москві у 1957 році.

## Творчість
Оформив вистави:
- «Загмук» (1926, Харків);
- «Сотні змов» (Київ);
- «Партизани» (1931, Мінськ);
- «Саббатай Цві»;
- «Овече джерело» (Одеса);

в Московськосу державному єврейському театрі
- «Карнавал єврейських масок», (1923);
- «200.000» (1923);
- «Три єврейські родзинки» (постановка Соломона Міхоелса);
- «Гет» (1924);
- «Повстання» (1927);
- «Сонце не заходить» (1927);

в Біробиджанському державному єврейському театрі
- «Тев'є-молочник»;
- «Вороги»;
- «Вогні маяка»;
- «Бенкет»;
- «Блукаючі зірки»;
- «Розбійник Бойтре».

Створив портрети діячів мистецтва — Соломона Міхоелса, Костянтина Симонова, Романа Кармена, Анатолія Ефроса і інших. Виконав політичні агітаційні плакати:
- «Золота позика дасть все!» (1921);
- «Даєш радянський дирижабль!» (1930);
- «Пригнічені народи колоній» (1932);
- «Соціалізм вимагає не лінощів, а того, щоб всі люди працювали чесно, працювали не на інших, що не на багатіїв і експлуататорів, а на себе» (1933);
- «Пролетарі всіх країн, єднайтеся!» (Приз на Всесвітній виставці, 1937);
- «Помстимося! Знищимо фашистських людоїдів!» (1942);
- «Для тих, хто в бій йде на лижах — коротше шлях — перемога ближче!» (1942);
- «Привіт! Рідний Червоної армії, армії — визволительці!» (1942);
- «Від народної помсти не втекти ворогові!» (1943).

Роботи художника  експонувалися в 1940-х роках в виставковому залі на Кузнецькому мосту, в Музеї М. М. Єрмолової (1990, Москва), в Єврейському культурному центрі (1991, Москва).
Театральні роботи художника зберігаються в архіві Театрального музею імені О. О. Бахрушина. Плакати знаходяться в фондах Російської державної бібліотеки, Воронезькому обласному краєзнавчому музеї, приватних колекціях в Росії і Англії.